# Place des Allées
La place des Allées est une place située au centre-ville de Vesoul. Couvrant une surface[réf. nécessaire] de 12 000 m2, c'est l'une des plus grandes places du centre-ville de Vesoul.

## Situation

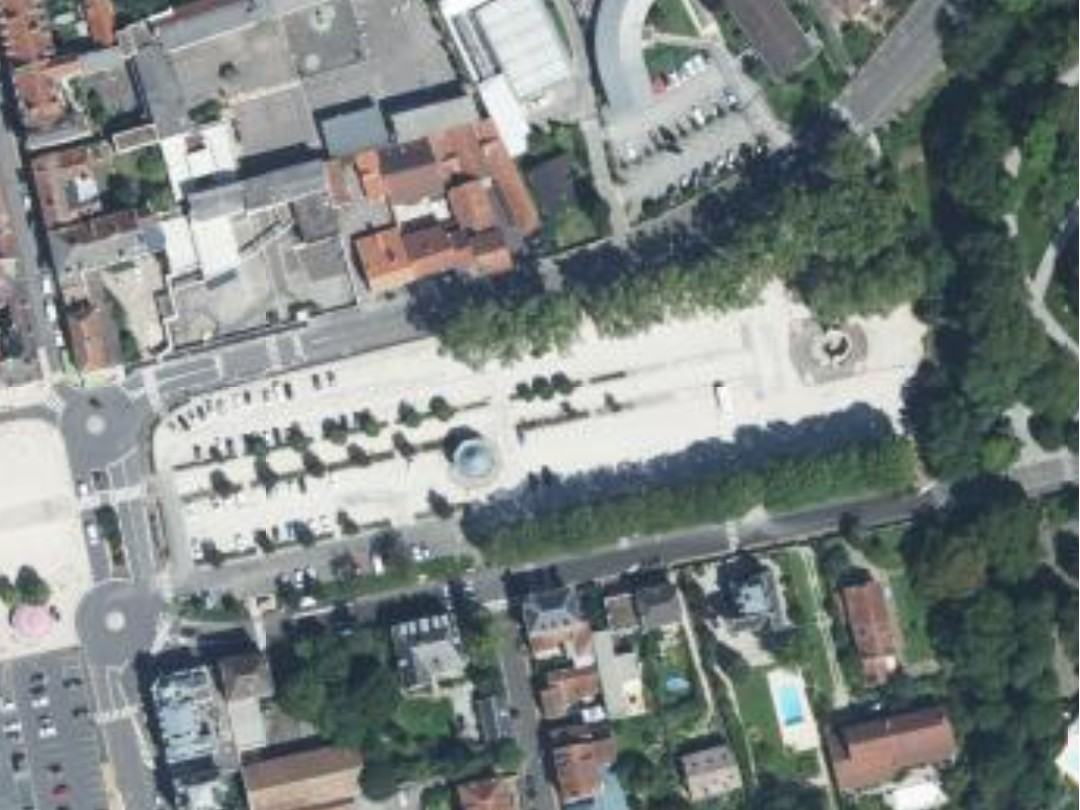
Image satellite de la place (années 2020)

La place des Allées jouxte la place Pierre-Rénet et la place de la République. Elle se trouve également à côté du jardin anglais qui la sépare par la rivière du Durgeon et la relie par la passerelle Meillier.
On peut accéder à cette place en empruntant plusieurs voies : la rue Georges-Genoux, la rue du Breuil, la rue de la Halle, l'avenue Aristide-Briand, la rue Grosjean, la rue Leblond, la rue Saint-Georges et la rue Meillier.
On trouve sur la place un parking de 150 places.
Un arrêt de bus est présent. Il est desservi par la ligne  1  du réseau Moova.

## Histoire

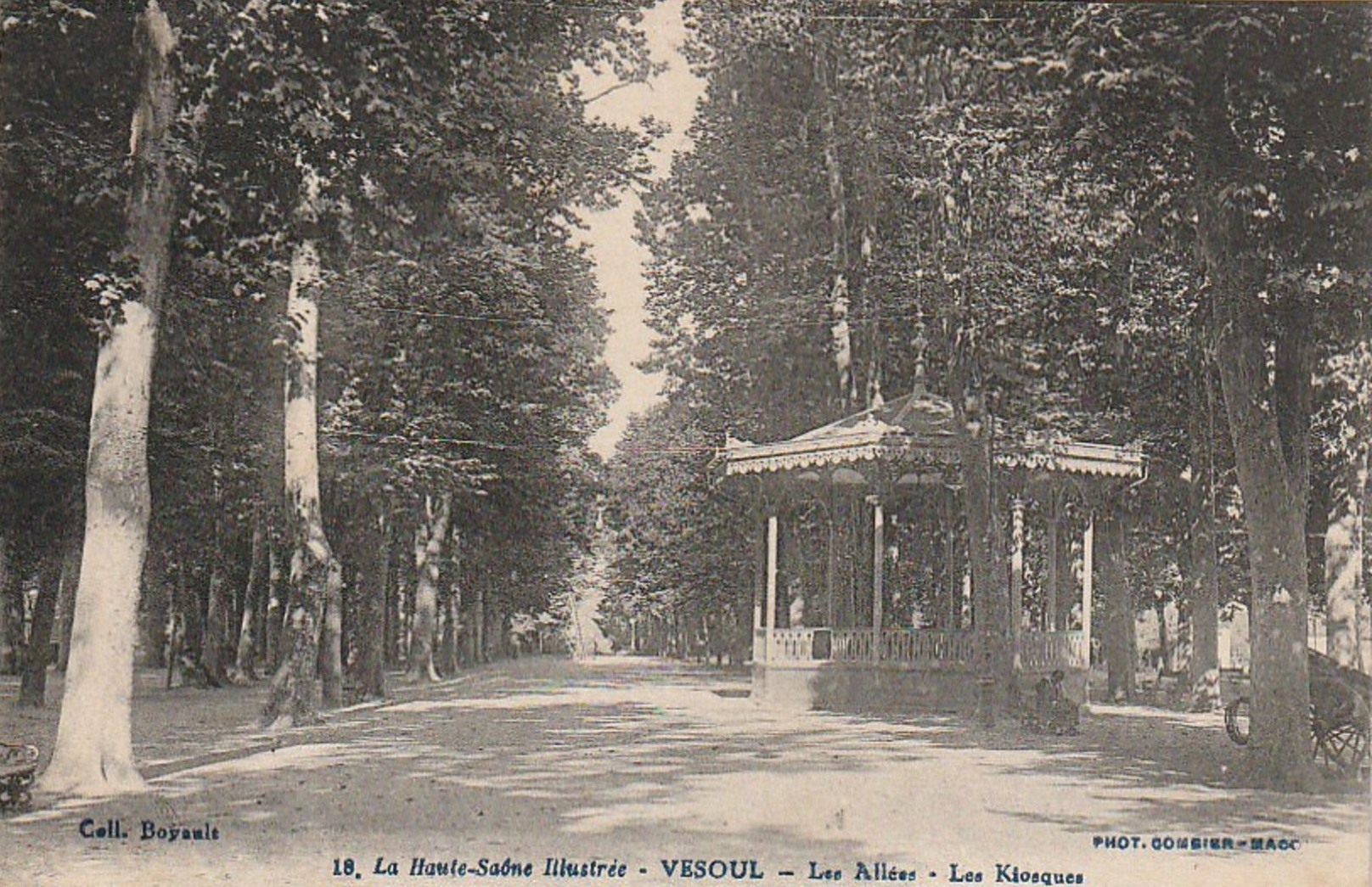
Les Allées
Carte postale datée du 23 mai 1931

En 1770, la municipalité acquiert un pré situé à l'emplacement de la place des Allées actuelle et décide d'y aménager une promenade. En effet, la promenade de la ville (Promenade des Tilleuls), situées proche du Durgeon et qui avaient été créées en 1720 étaient devenus trop limitées. Des travaux de réhaussement ont alors lieu afin d'éviter les innondations ; le Durgeon étant situé à proximité directe. Cette promande est appelée Nouvelles Allees ou Allees Neuves,.
AU XXe siècle, on fait élever sur la place un kiosque de musique (1912), puis un monument aux morts (1925).
Au cours des années 2010, la place a été rénovée. Son nom complet est place des Allées-du-8-Mai-et-11-Novembre-et-des-Combattants.

## Architecture et monuments
Cette place arborée abrite le monument aux morts des Allées, érigé par les architectes Maurice Boutterin, Alfred Landes et Camille Humbaire. Inauguré en 1925, le monument rend hommage aux morts vésuliens de la Première Guerre mondiale. Il est inscrit aux Monuments Historiques depuis le 19 décembre 2022.
Sur la place se trouve aussi un kiosque à musique de forme octogonale, construit en 1912. Le métal du kiosque provient des Fonderies Ed. Prénat à Givors.

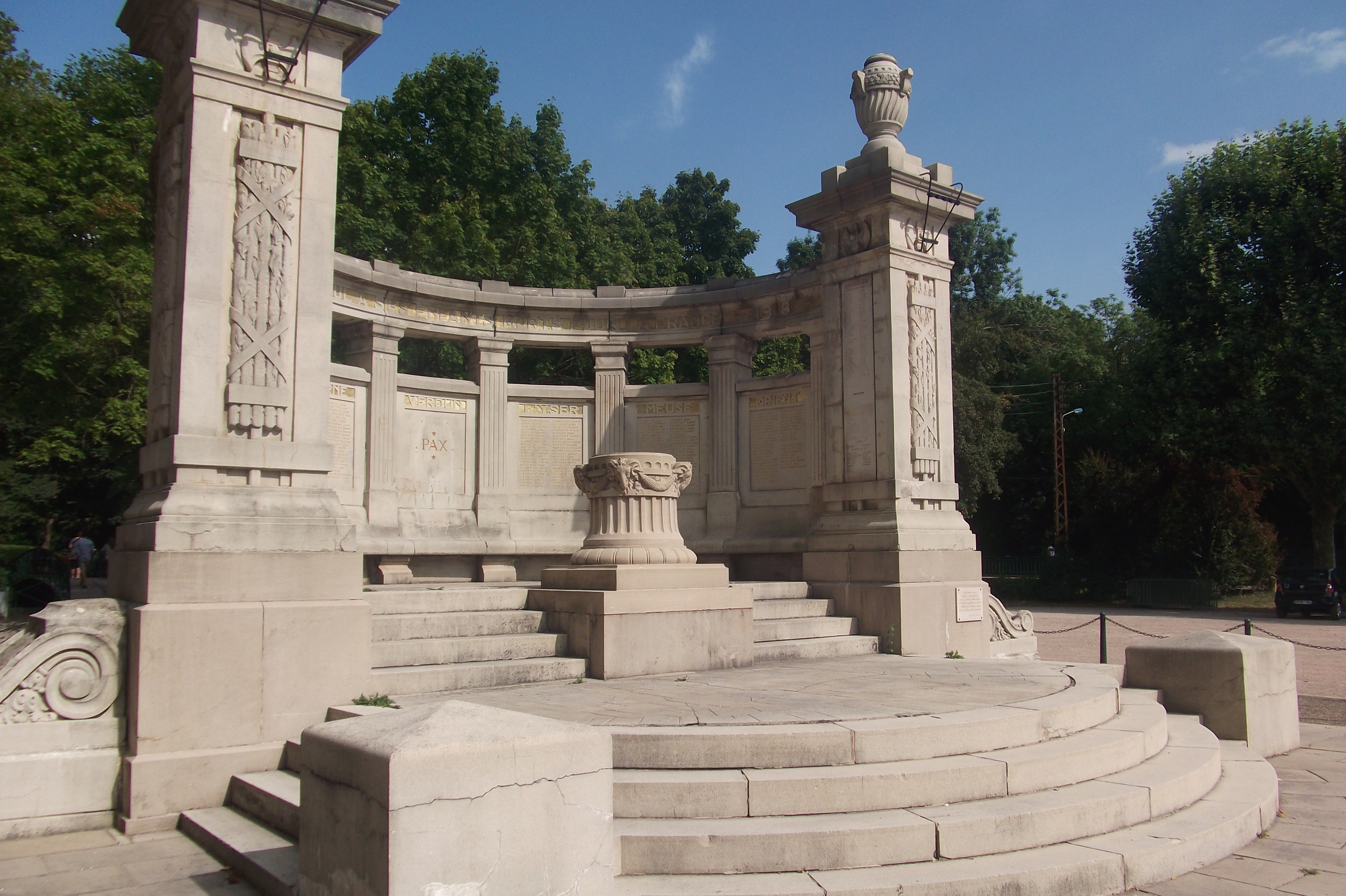
Le monument aux morts des Allées
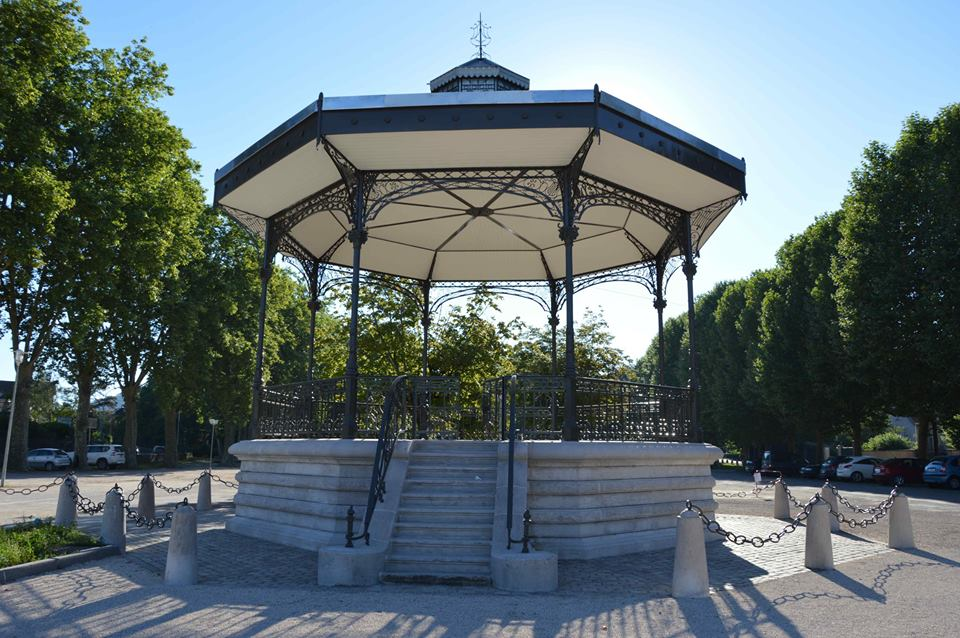
Le kiosque